# KrAZ

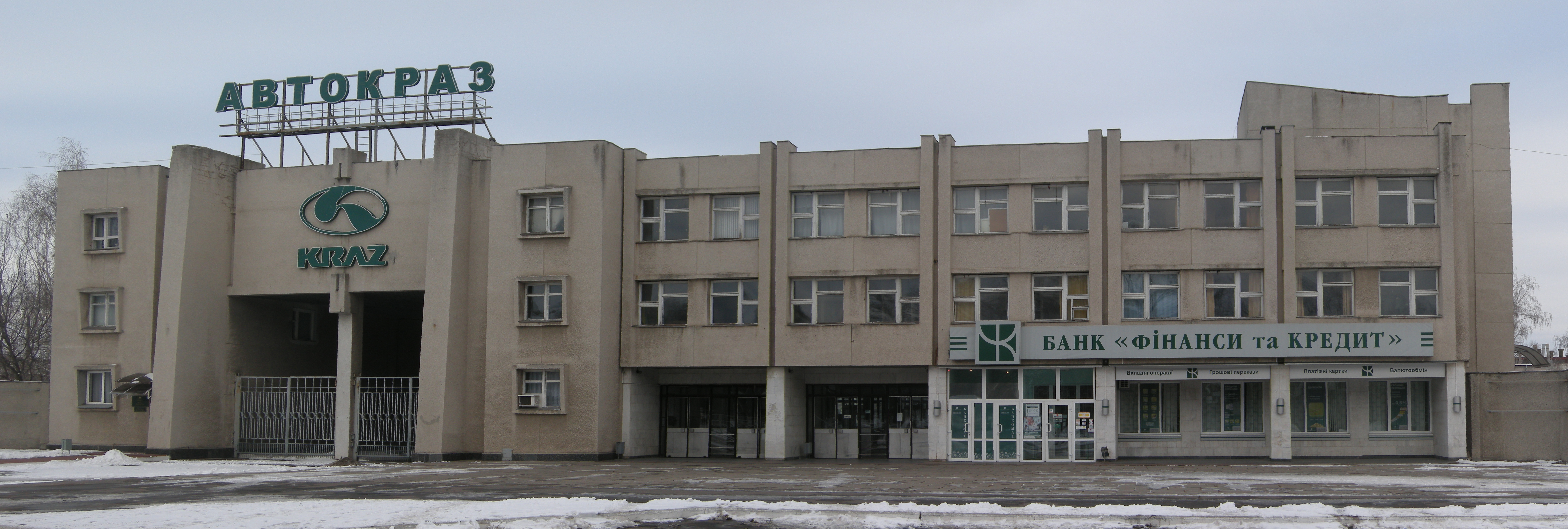
Krementschuker Automobilwerk

KrAZ (ukrainisch Кременчуцький автомобільний завод, abgekürzt КрАЗ, „Krementschuker Automobilwerk“) ist ein ehemals sowjetischer, heute ukrainischer Nutzfahrzeughersteller in der Stadt Krementschuk, der für seine Lastkraftwagen bekannt ist. Die Haupteinsatzgebiete der Produktpalette sind militärisch, es gibt aber auch diverse Versionen als zivile Nutzfahrzeuge, so zum Beispiel als Kipper, Tank- und Pritschenwagen.

## Geschichte
Im Jahr 1945 fiel die Entscheidung zur Errichtung eines Werkes zur Herstellung von mechanischen Teilen und Brückenelementen aus Stahl. Am 1. Juni 1948 begann das Werk mit der Produktion von Brückenelementen. Im Jahre 1956 wurde die Produktion auf Erntemaschinen und landwirtschaftliche Fahrzeuge umgestellt.

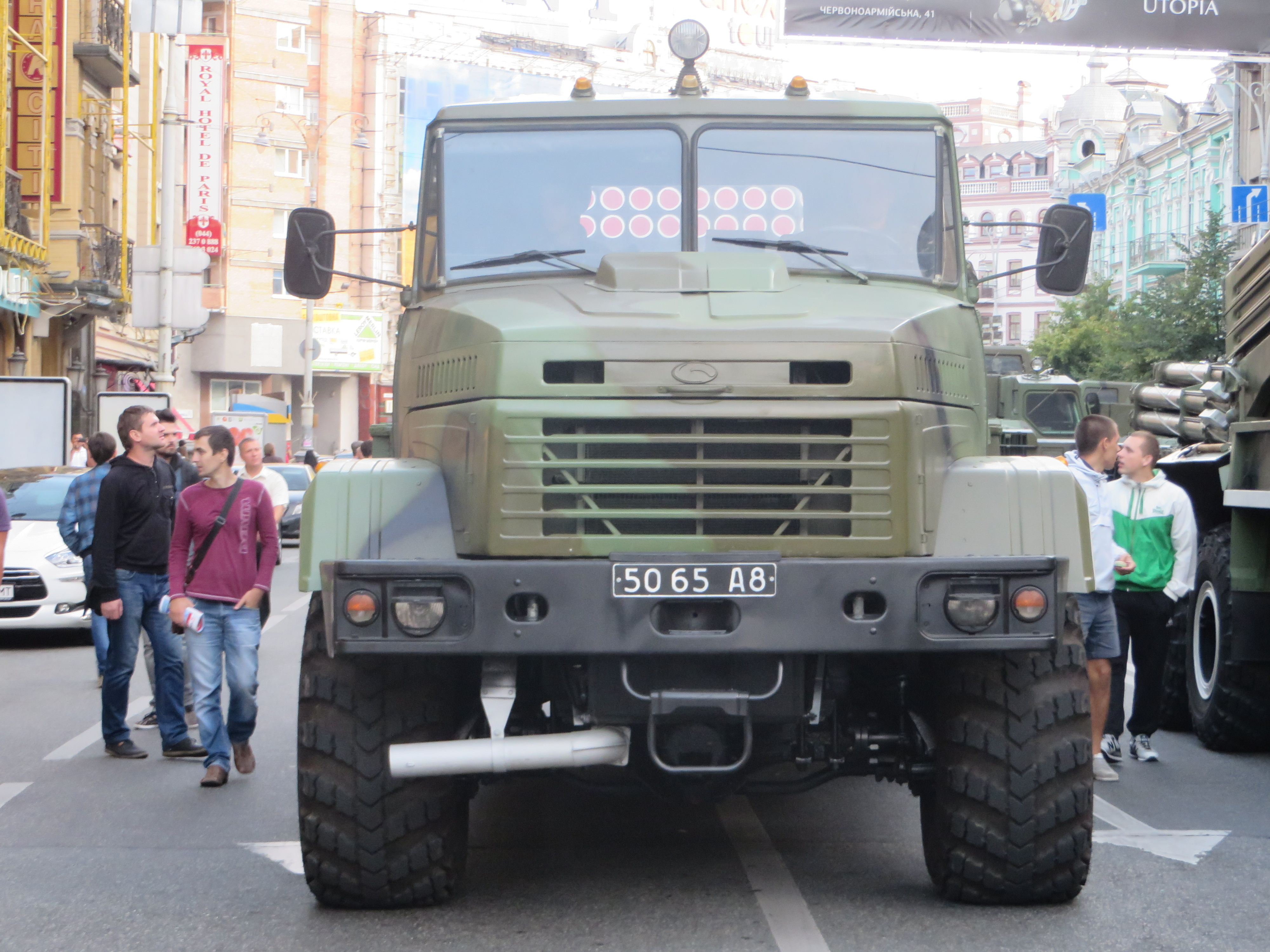
KrAZ-6322RA Bastion-01

Die KPdSU entschied 1948 die Produktion der schweren Lastkraftwagen von JaAZ nach Krementschuk zu verlagern. Die Lkw-Produktion begann 1959 mit dem von JaAZ übernommenen KrAZ-222. Es war ein Kipper mit zehn Tonnen Nutzmasse. Ebenfalls 1959 folgten die Modelle KrAZ-214, KrAZ-219 und KrAZ-221, die genauso wie der KrAZ-222 noch bei JaAZ aus den verschiedenen Varianten des JaAZ-210 entwickelt und kurzzeitig in Serie gebaut worden waren. Der KrAZ-219 war ein schwerer Pritschenwagen mit zwölf Tonnen Nutzlast und wie die gesamte Modellfamilie mit einem 180 PS (132 kW) leistenden Sechszylinder-Zweitakt-Dieselmotor ausgestattet. Der auf dem gleichen Fahrgestell basierende KrAZ-214 war mit Allradantrieb ausgestattet und für militärische Zwecke konzipiert. Der KrAZ-221 war die Version als Sattelzugmaschine ohne Allradantrieb. Die Lastwagen hatten einen Kraftstoffverbrauch von etwa 60 l/100 km bei einer Höchstgeschwindigkeit von zirka 50 km/h. Die Leistung der Motoren wurde 1963 auf 205 PS (151 kW) gesteigert.
Ab 1965 wurde die Produktion auf die neue Baureihe rund um den KrAZ-255 umgestellt.
Um den Produktionsprozess zu verbessern, wurde im Jahre 1976 der Produktionsverbund „AutoKrAZ“ eingerichtet. Dieser beinhaltete: Krementschuker Automobilwerk KrAZ, Fabrik für Räder in Kremenchug, Presswerk in Tokmak, Fabrik für Bremsen in Poltawa und Kamjanez-Podilskyj, Fabrik für Kühler in Mariupol und Fabrik für Lenkräder in Simferopol. Die Fabrik für Federn in Synelnykowe kam 1983 hinzu, die Fabrik für Kardanwellen in Cherson im Jahre 1986.
Die Fertigung der KrAZ-260-Baureihe begann 1982. Bis 1984 verließen 500.000 Lkw das Werk, die in ganz Osteuropa eingesetzt wurden. 1986 war das Jahr in der Geschichte des Werks mit dem höchsten Fahrzeugausstoß, als 30.655 Lastwagen vom Band liefen. Mit 19.259 Mitarbeitern war AutoKrAZ der größte europäische Hersteller für schwere Lastkraftwagen.
Anfang der 1990er-Jahre erfolgte mit der Einführung der Baureihe KrAZ-6510 bei Lkw und KrAZ-5444 bei den Sattelzugmaschinen der Versuch, das Werk auf marktwirtschaftliche Bedingungen umzustellen. Seit 1995 besteht eine Kooperation mit Iveco in Turin. 2004 gewann das Werk einen Großauftrag über 2300 Lastwagen, die an den Irak geliefert wurden. 2006 verließ das 800.000ste Fahrzeug das Werk, eine geländegängige Zugmaschine vom Typ KrAZ-6446. 2009 wurde der erste Lastwagen der fünften Generation – ein KrAZ C20.2 – hergestellt. 2013 begann das Werk mit der Serienfertigung von gepanzerten Fahrzeugen.
KrAZ-Lkw werden wegen ihrer Geländegängigkeit häufig für militärische Zwecke genutzt, aber vielfach auch zivil eingesetzt.

## Modelle
Die Bezeichnungen der Fahrzeuge richten sich weitestgehend nach den jeweils gültigen Bezeichnungssystemen sowjetischer und russischer Kraftfahrzeuge. Erst in jüngerer Vergangenheit wich der Hersteller davon ab. Die folgende Liste erhebt keinen Anspruch auf Vollständigkeit.

Historische Lastwagenmodelle – erste Generation
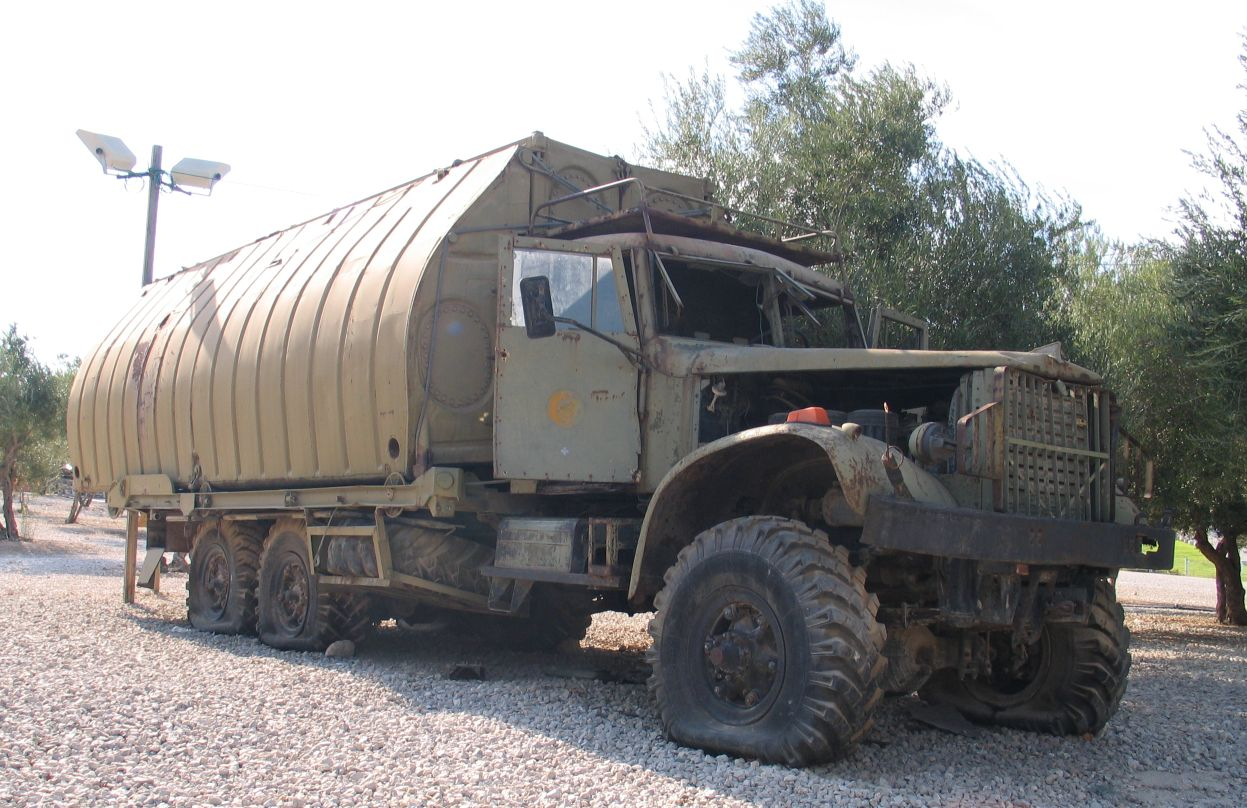
KrAZ-214 mit einem Teil einer PMP-Pontonbrücke (2005)
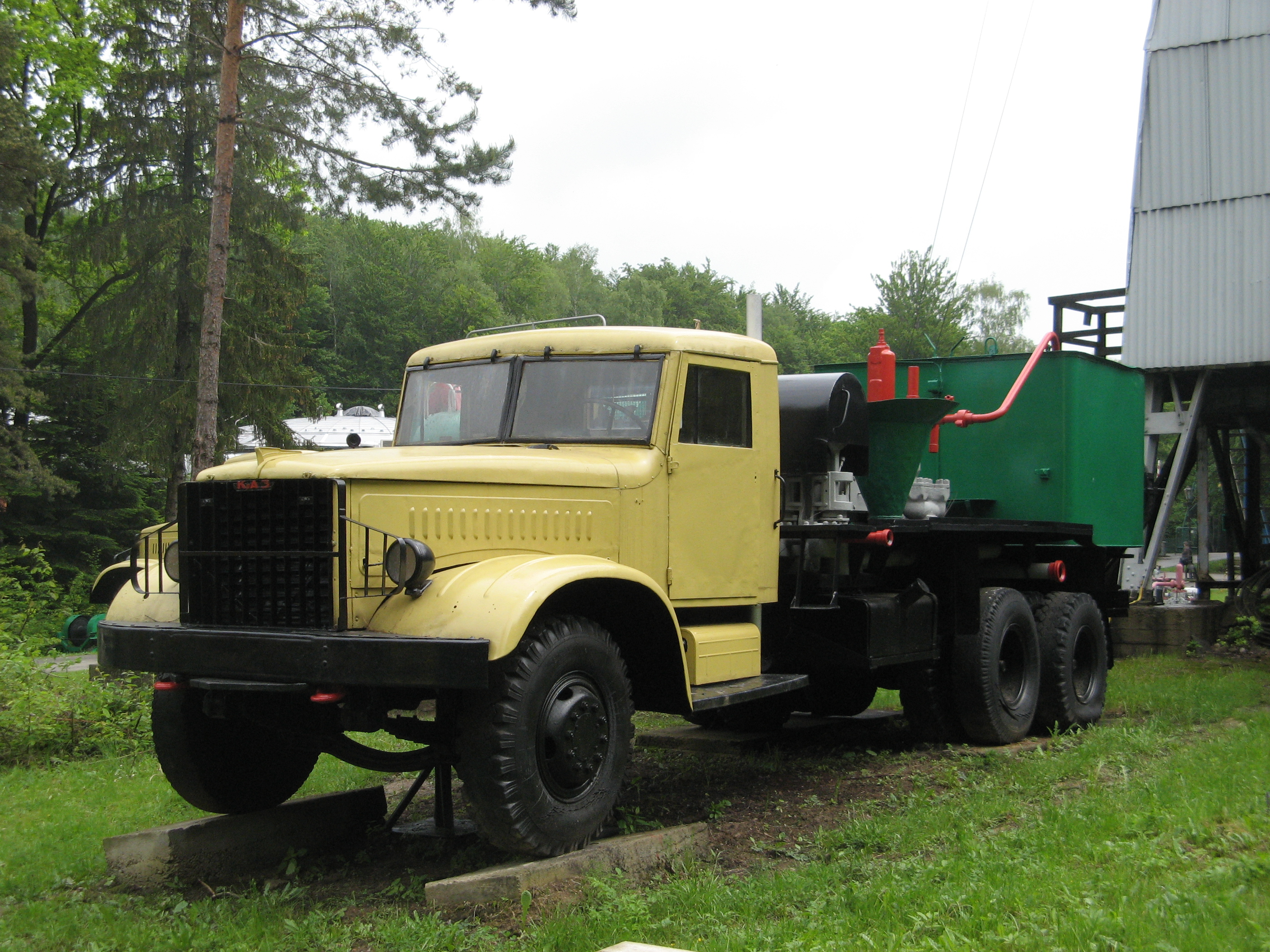
KrAZ-219 in einem polnischen Museum (2008)
Modell eines KrAZ-221 (2018)
Modell eines KrAZ-222 (2020)

Historische Lastwagenmodelle – zweite Generation
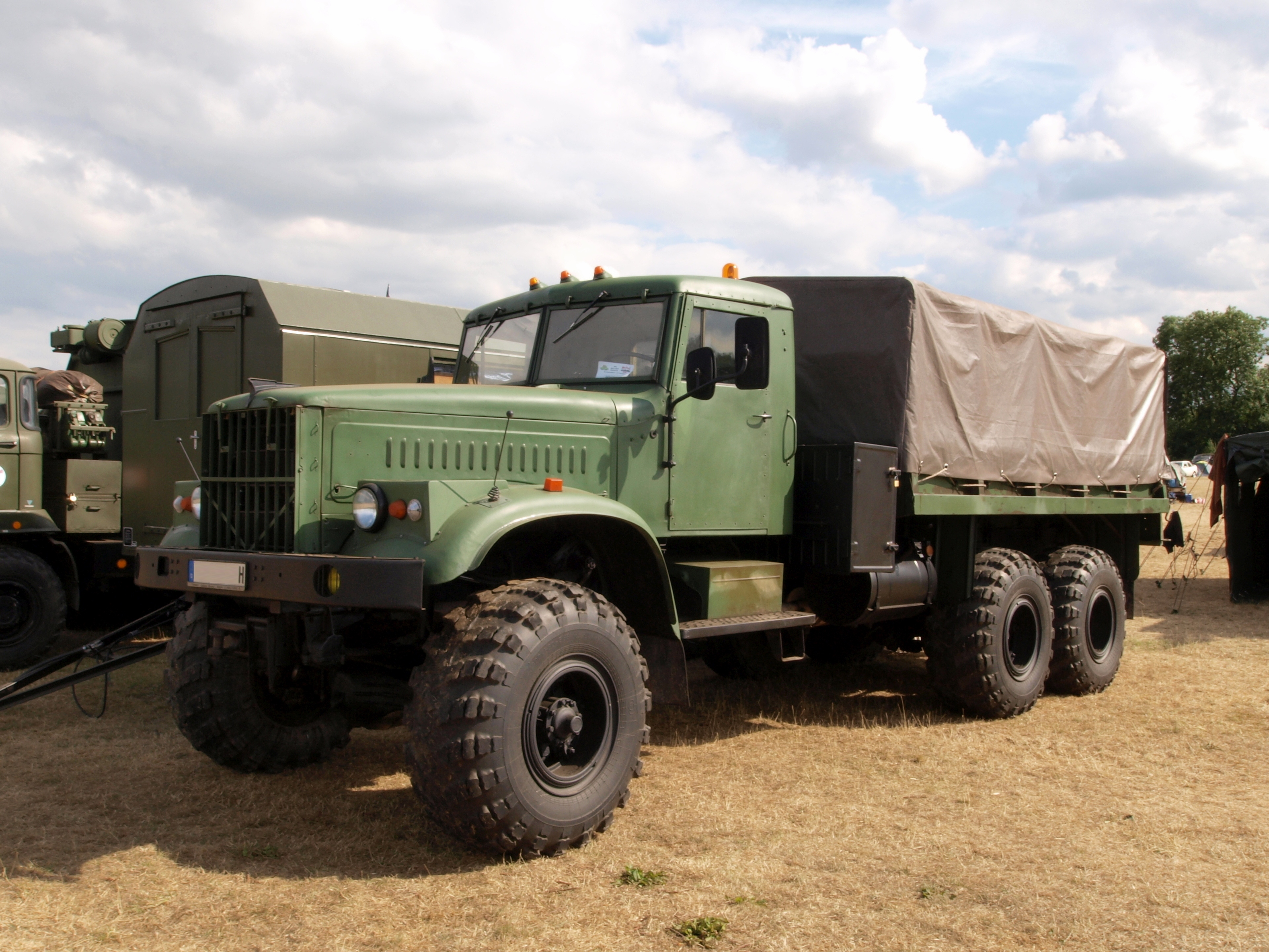
KrAZ-255 mit Pritsche (2010)
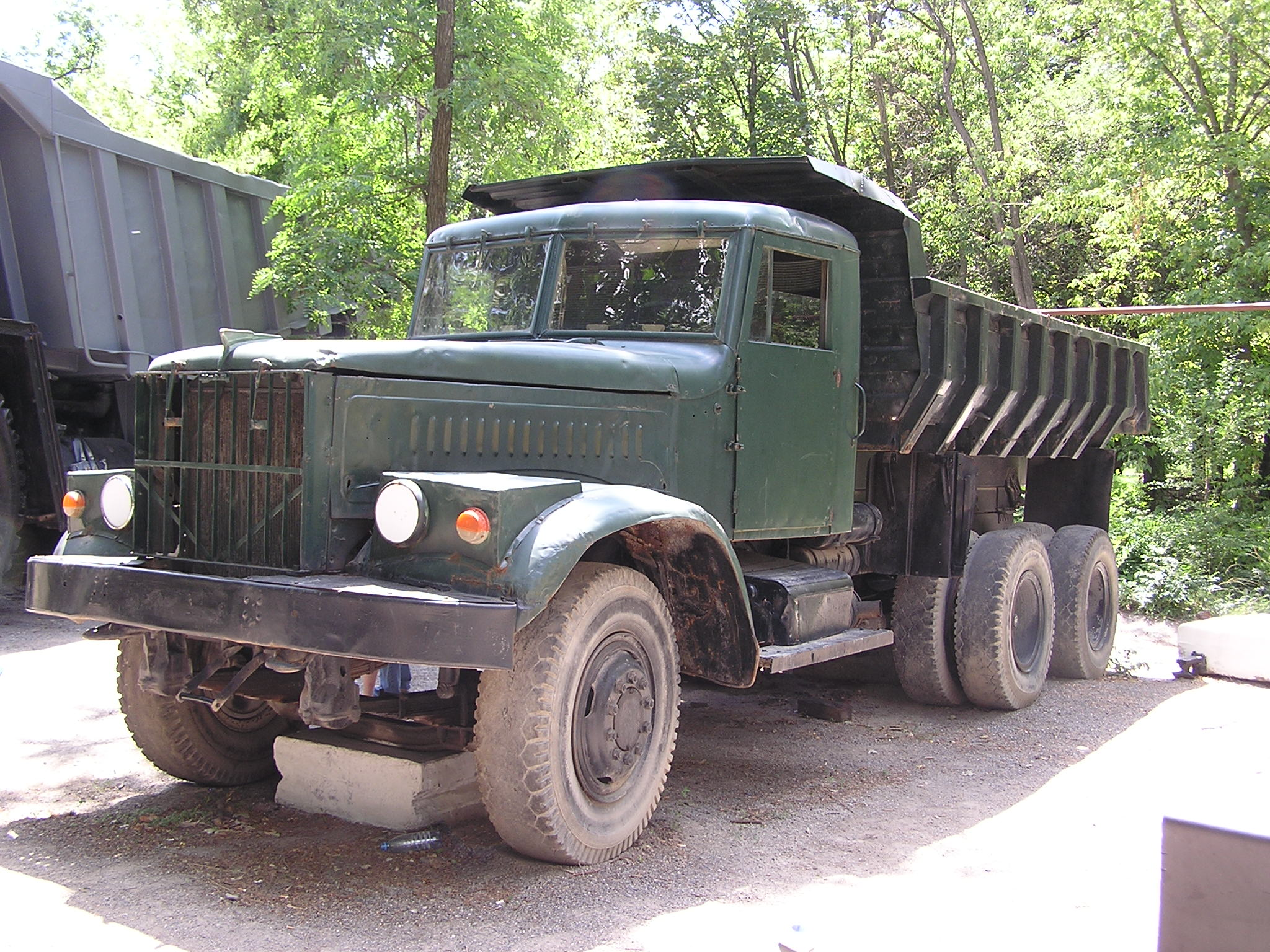
KrAZ-256B in einem ukrainischen Museum (2008)
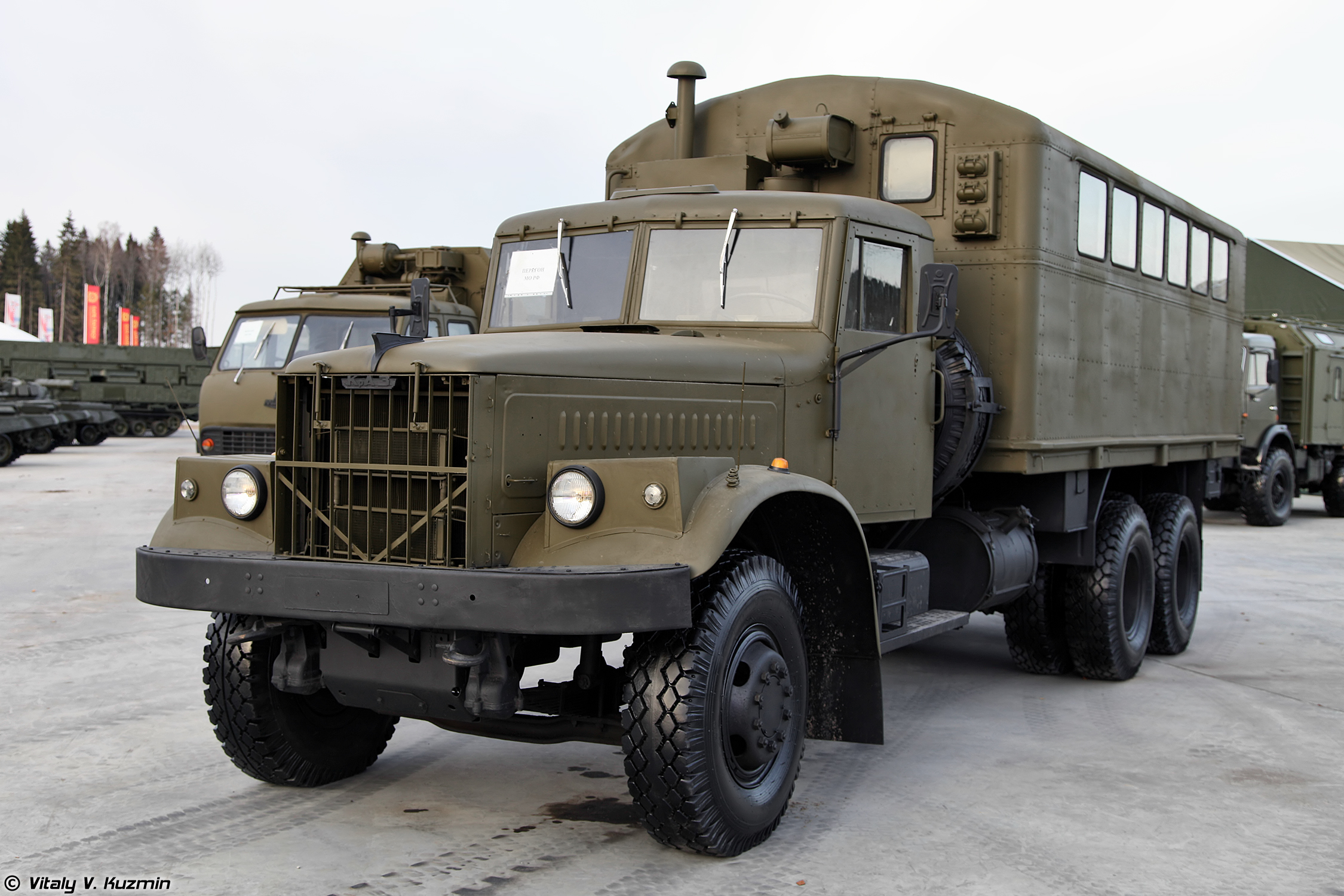
KrAZ-257 mit Kofferaufbau (2015)
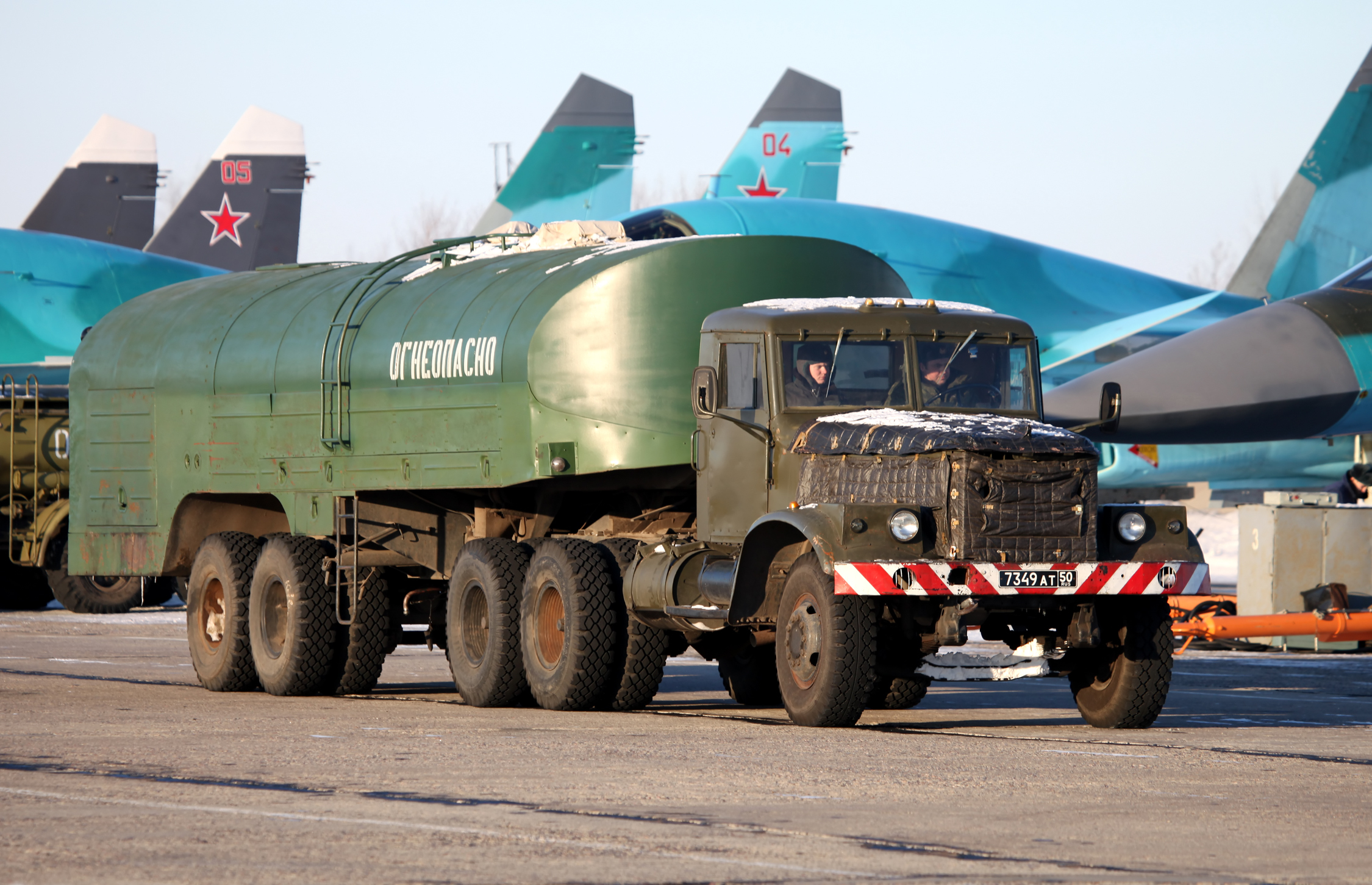
KrAZ-258 mit Auflieger zum Transport von Flugzeugtreibstoff in Lipezk (2012)

Historische Lastwagenmodelle – dritte Generation
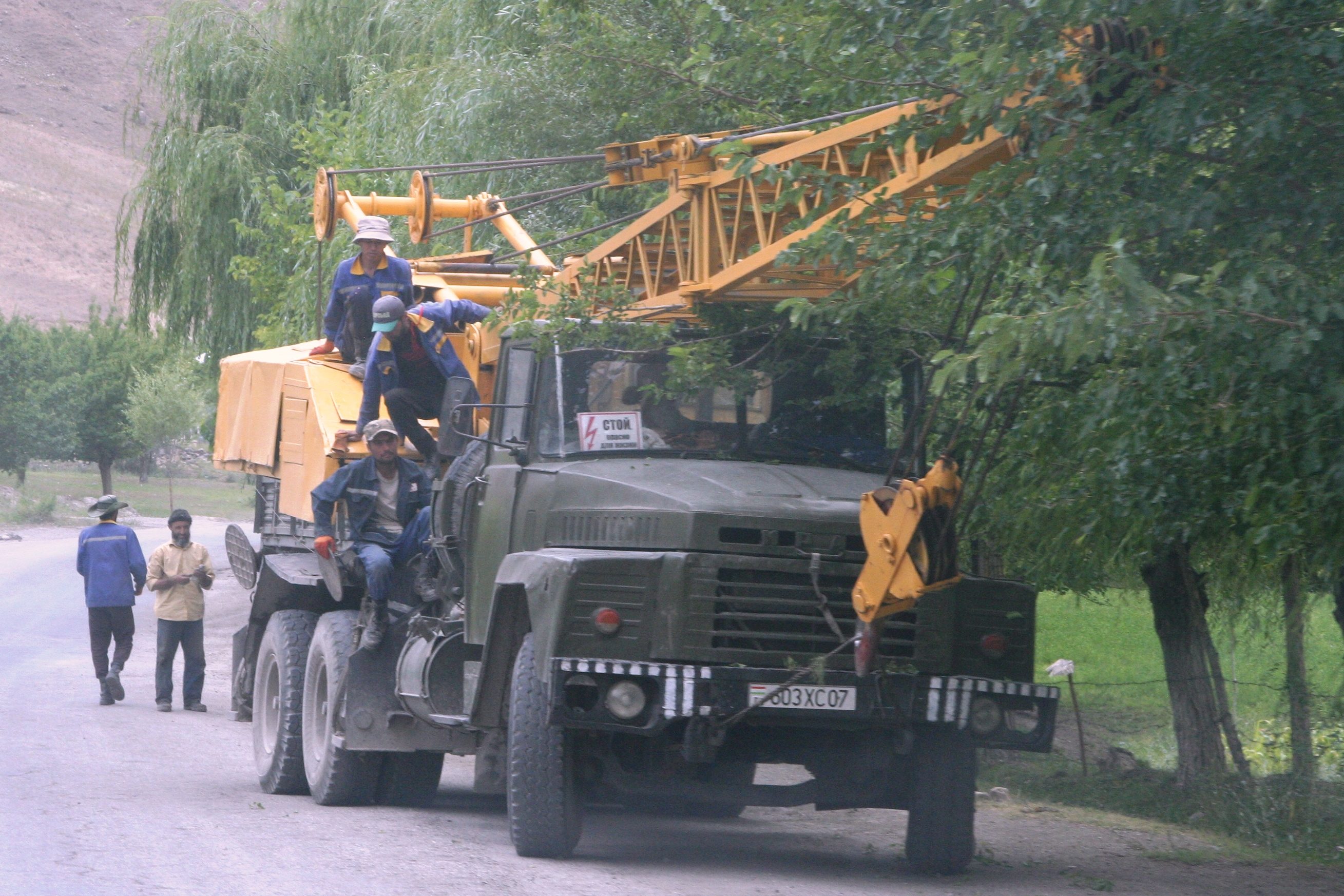
KrAZ-250 mit Kranaufbau in Tadschikistan (2016)
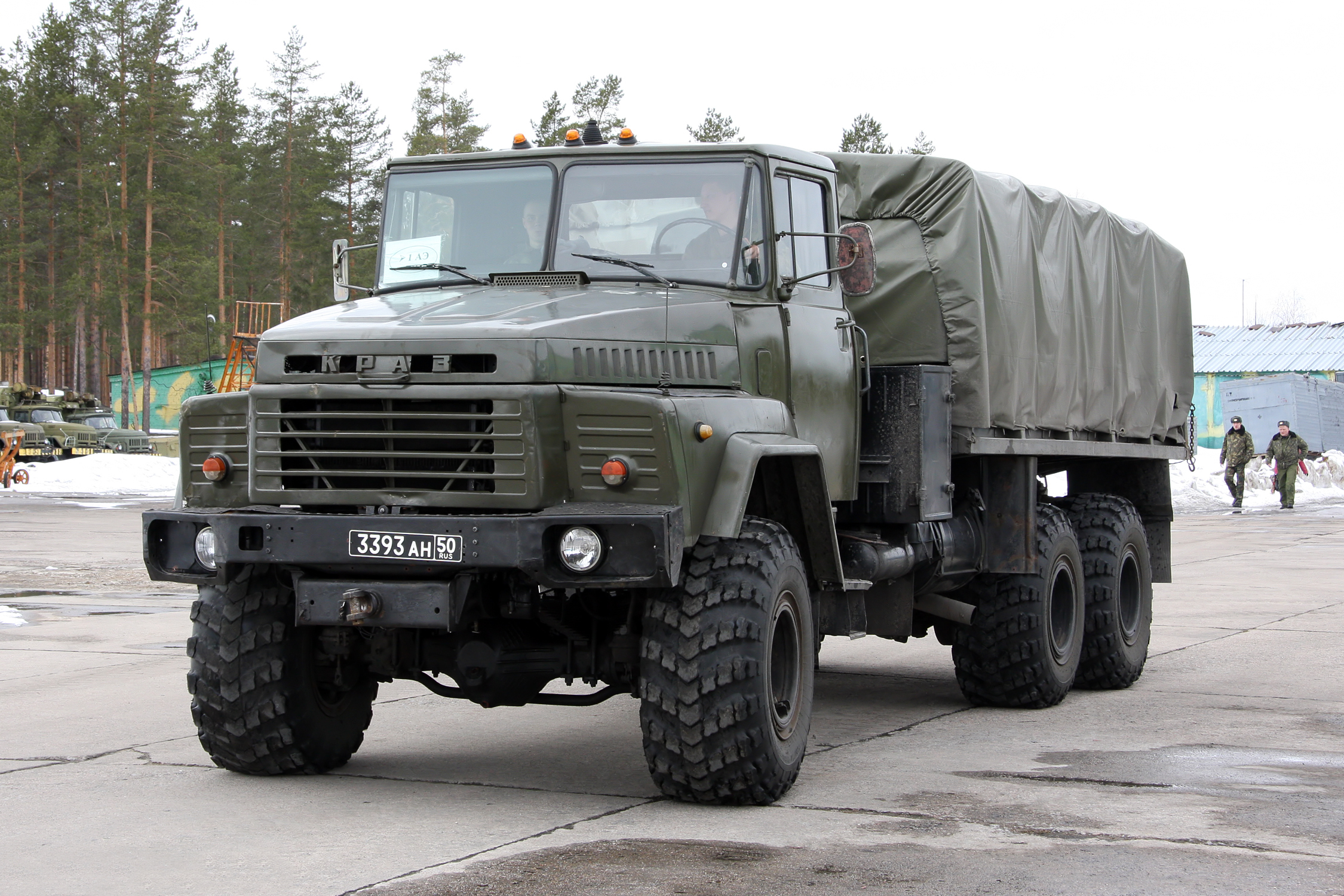
KrAZ-260 der russischen Streitkräfte (2011)

Aktuelle Lastwagenmodelle – vierte Generation
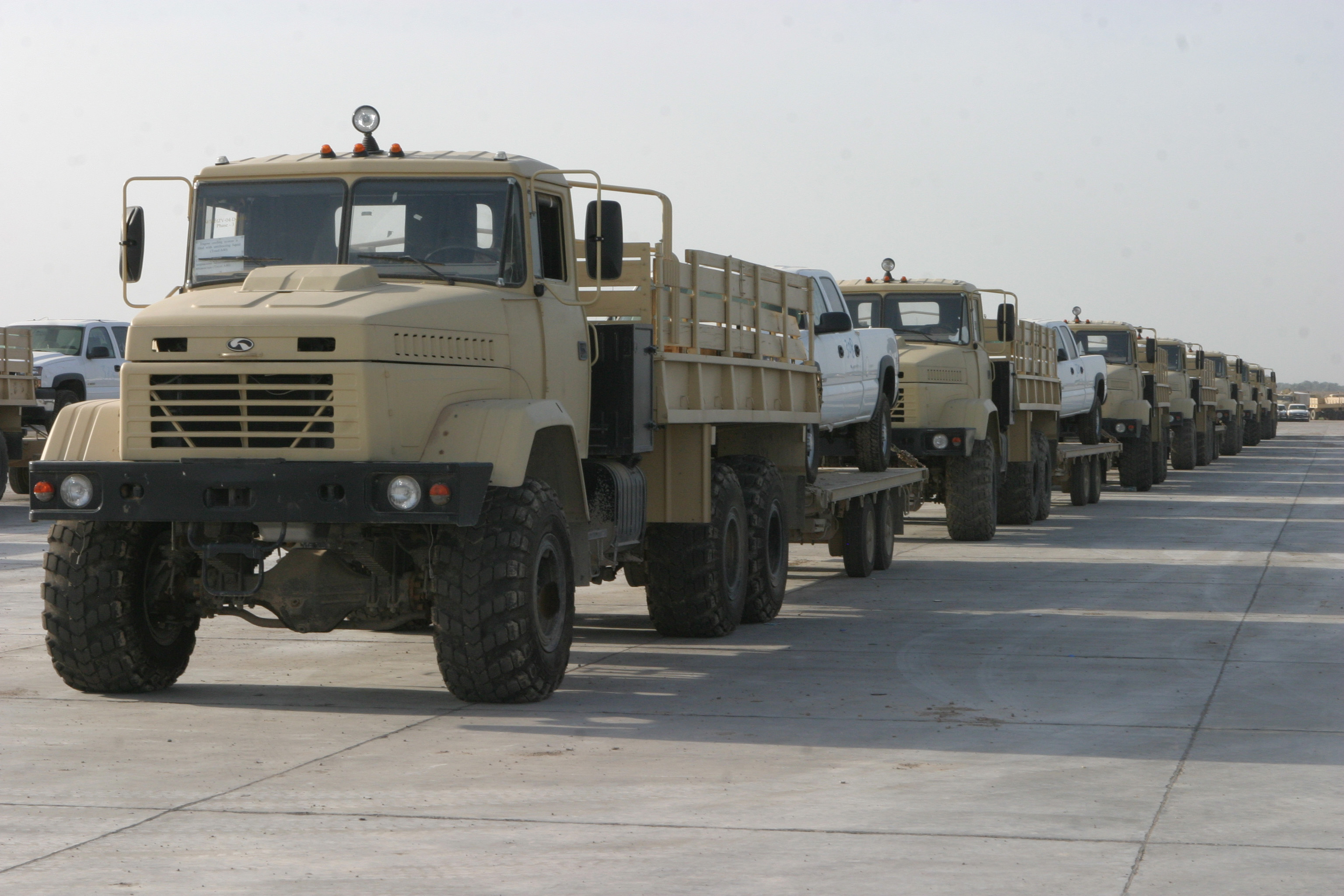
KrAZ-6322 im Irak (2006)
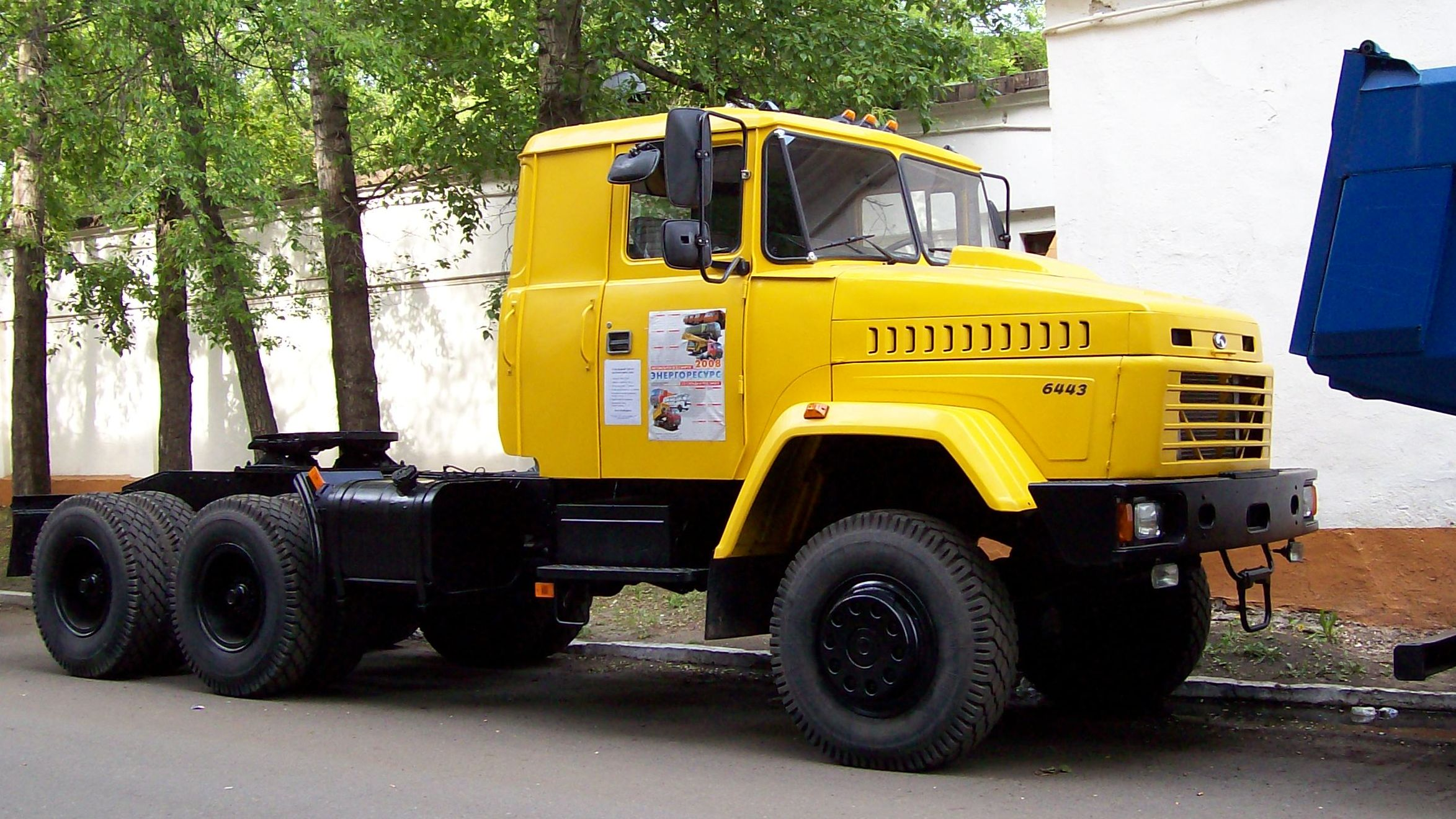
KrAZ-6443 (2008)
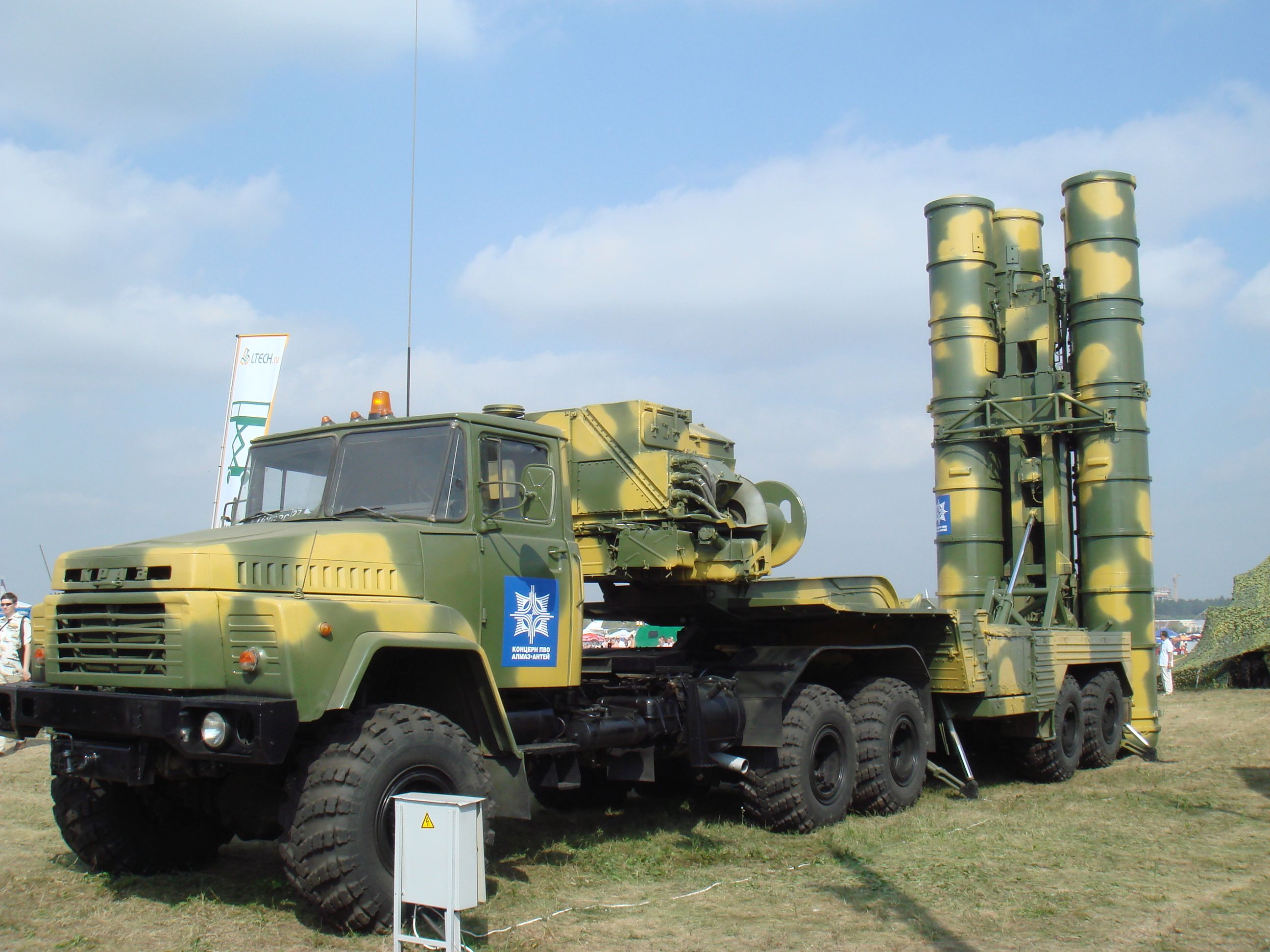
KrAZ-6446 mit S-300PMU-1/2-Lenkwaffensystem (2007)
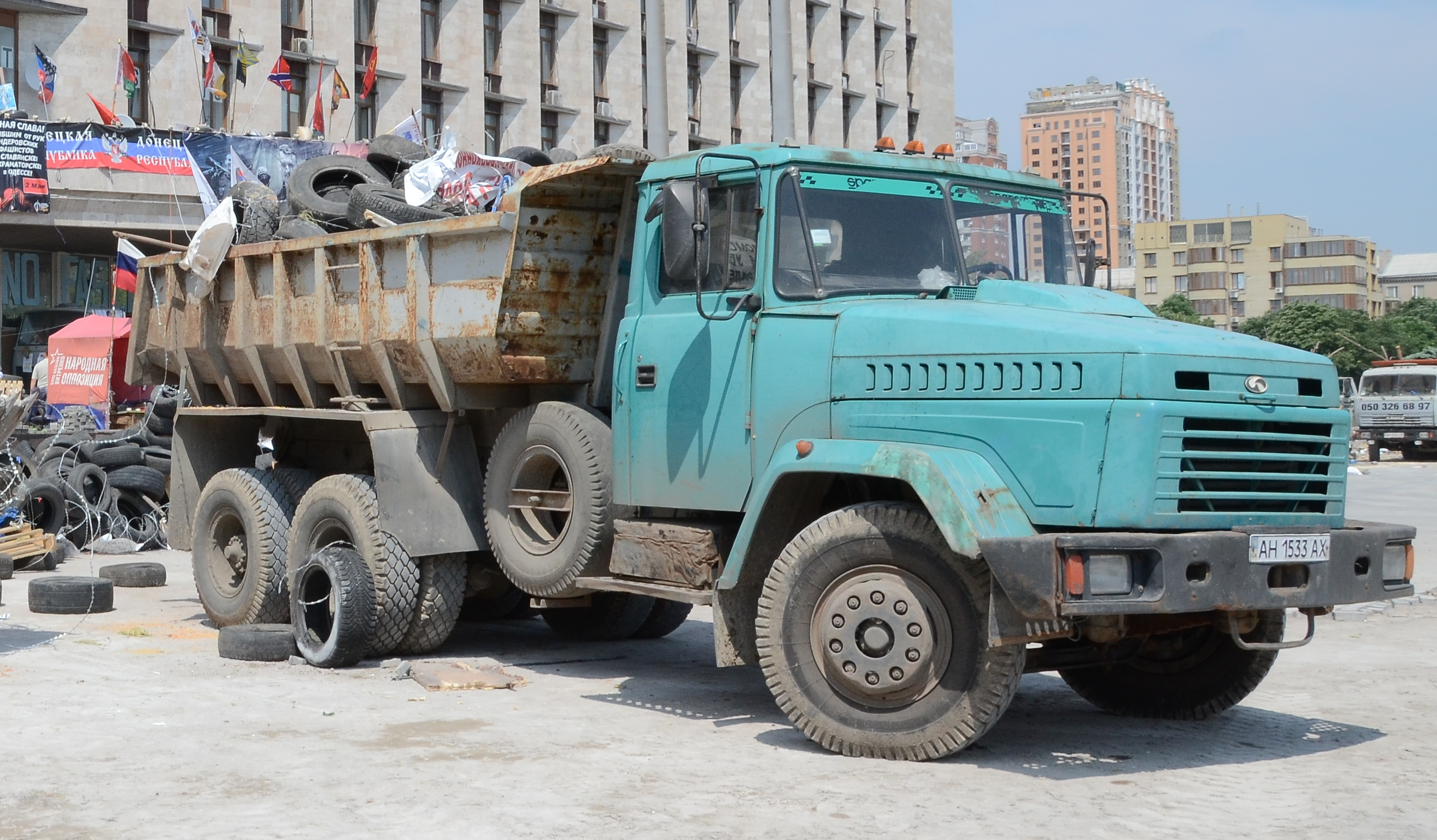
KrAZ-6510 in der Ukraine (2014)
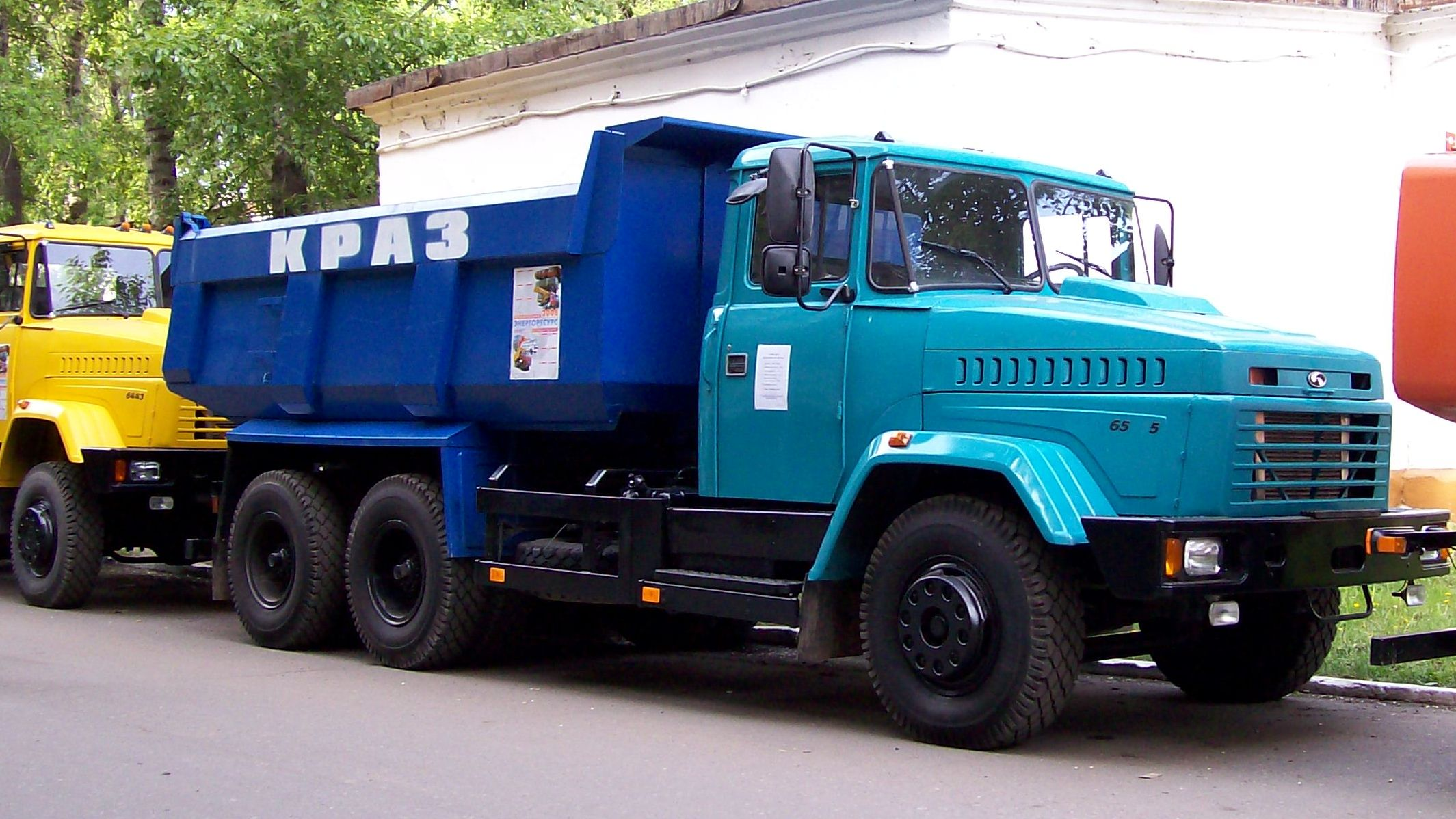
Neuer KrAZ-65055 (2008)
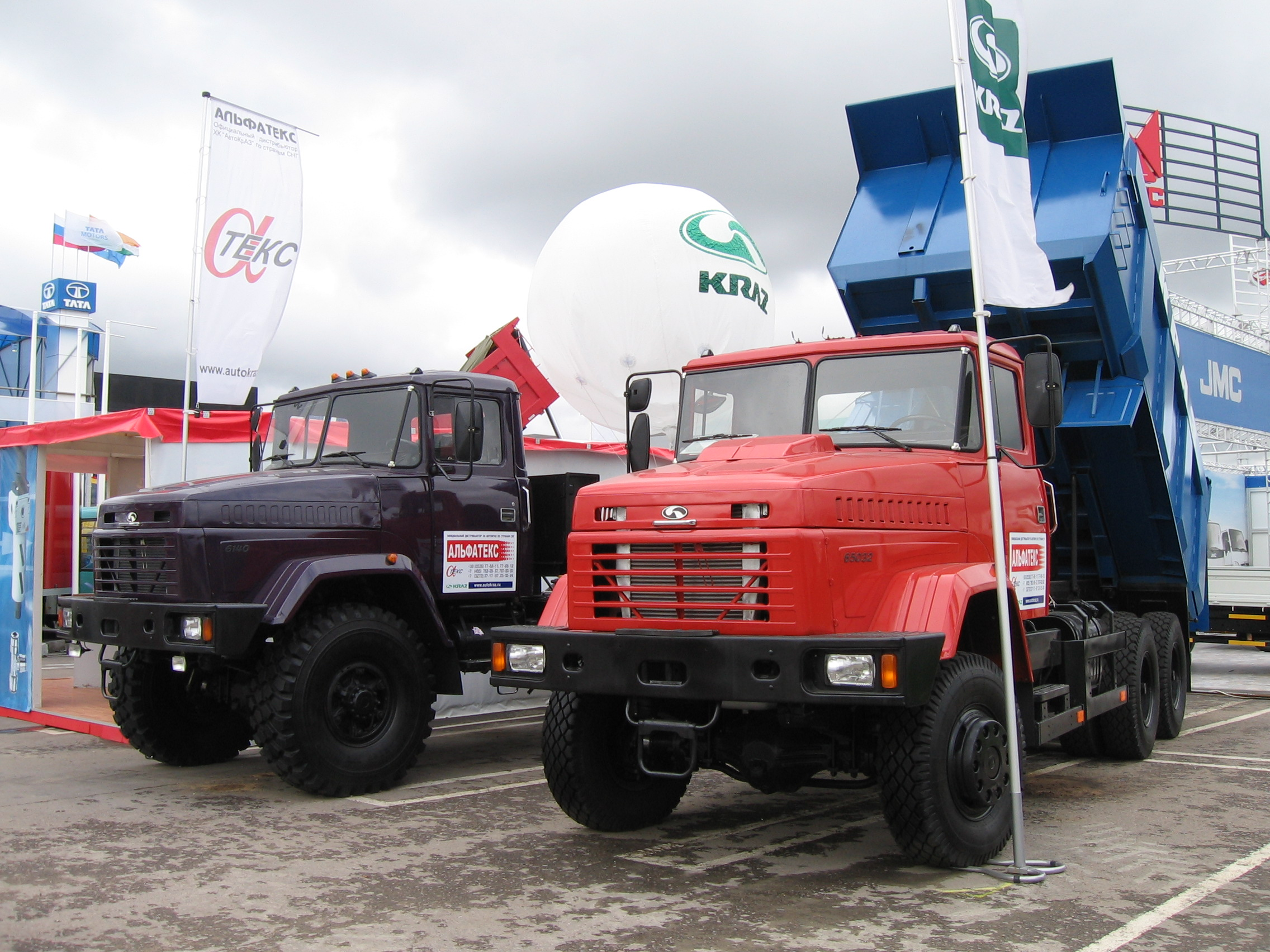
KrAZ-65032 (vorne) und KrAZ-6140TE (2006)
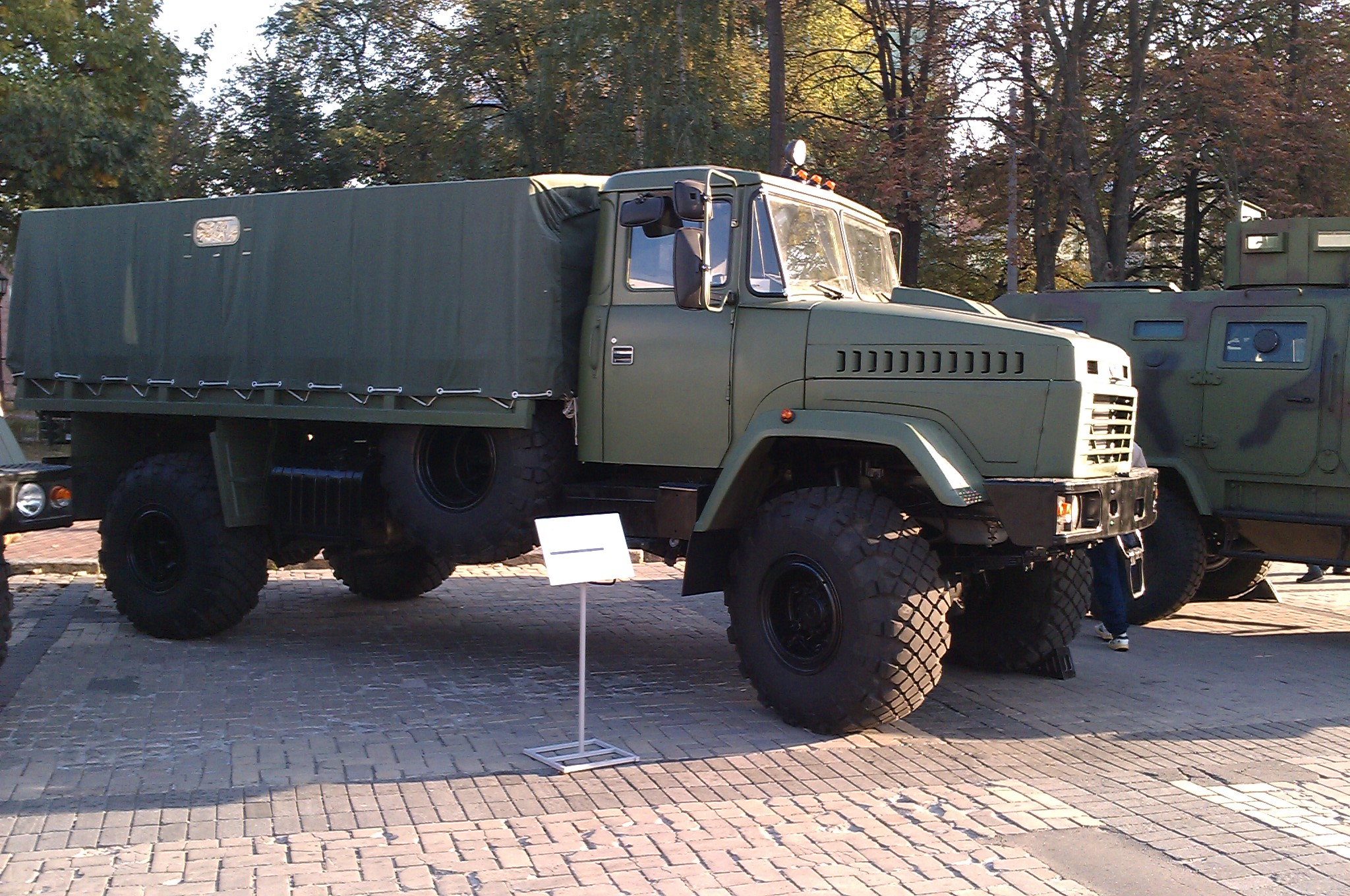
KrAZ-5233 in Kiew (2015)

Aktuelle Lastwagenmodelle – fünfte Generation
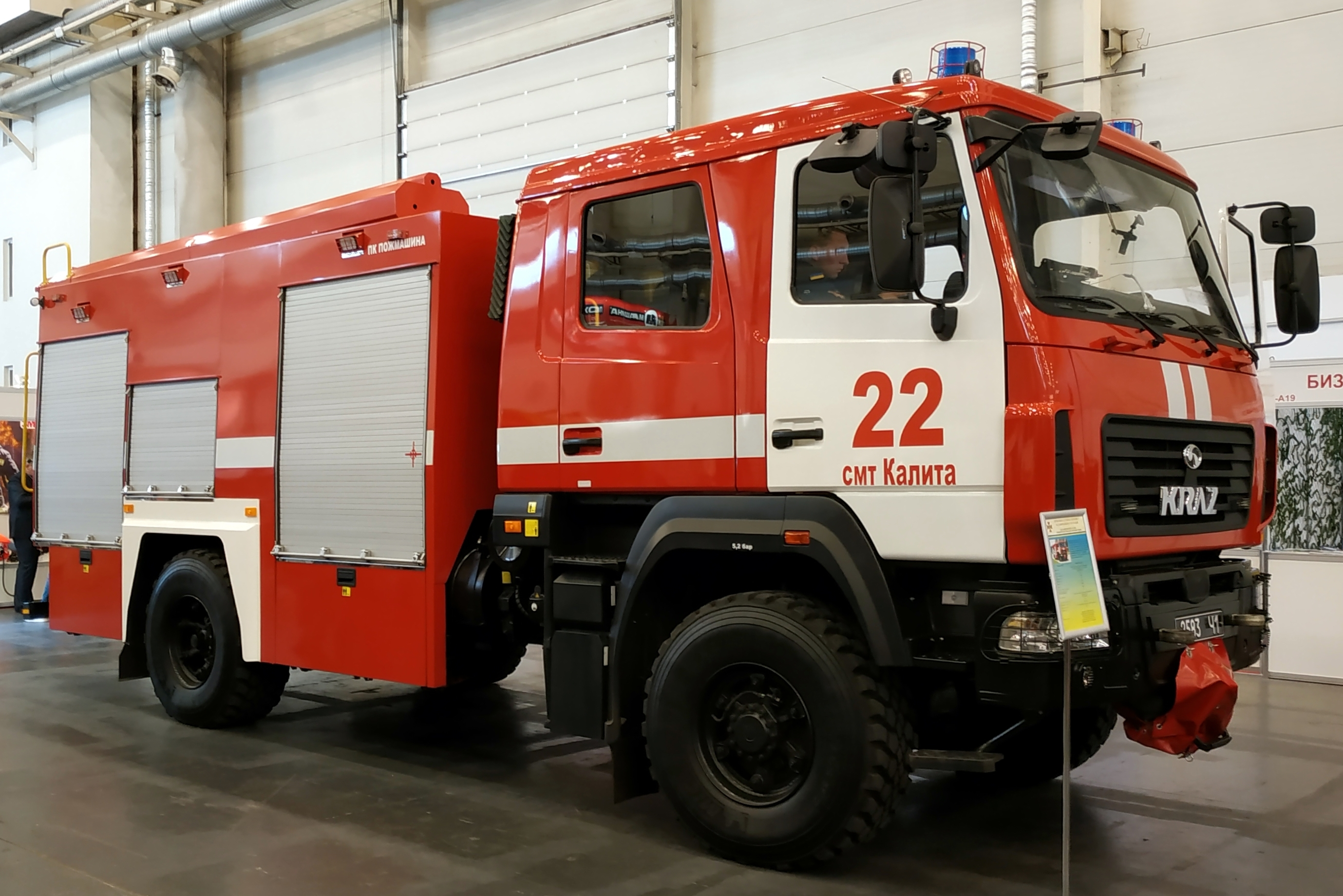
KrAZ-5401 (2018)
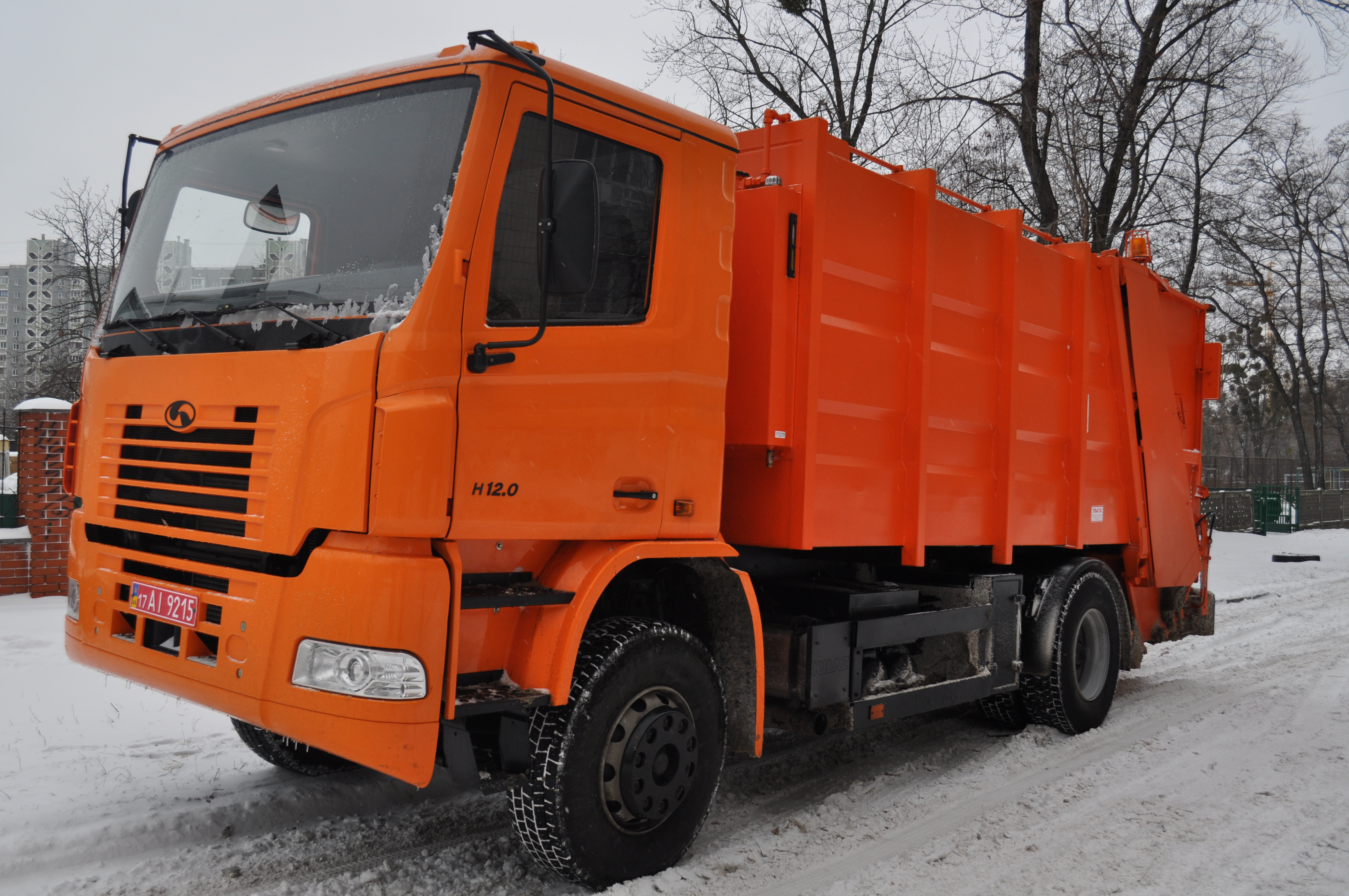
KrAZ H12.2 (2012)
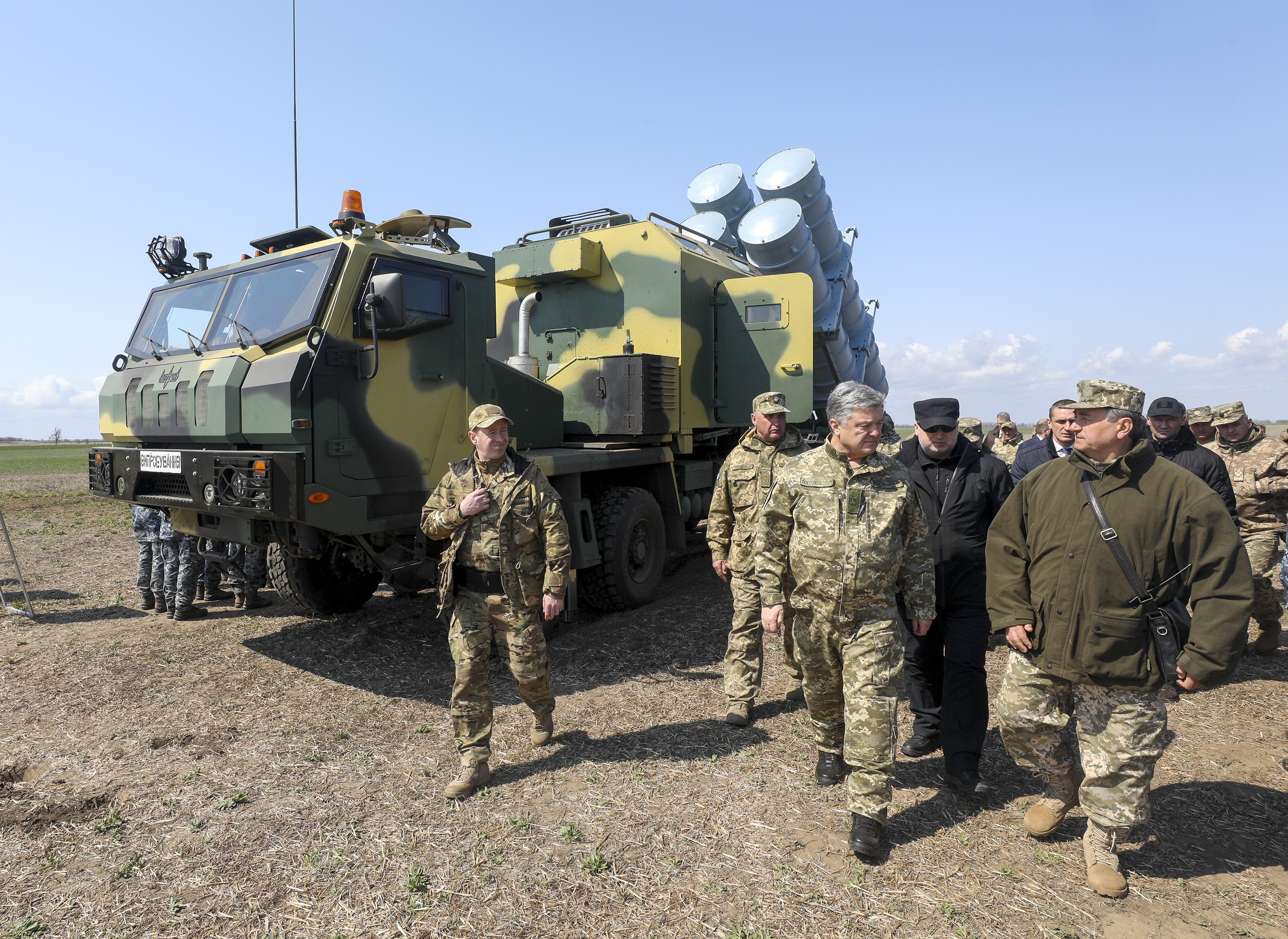
KrAZ-7634HE (2019)

Militärtechnik
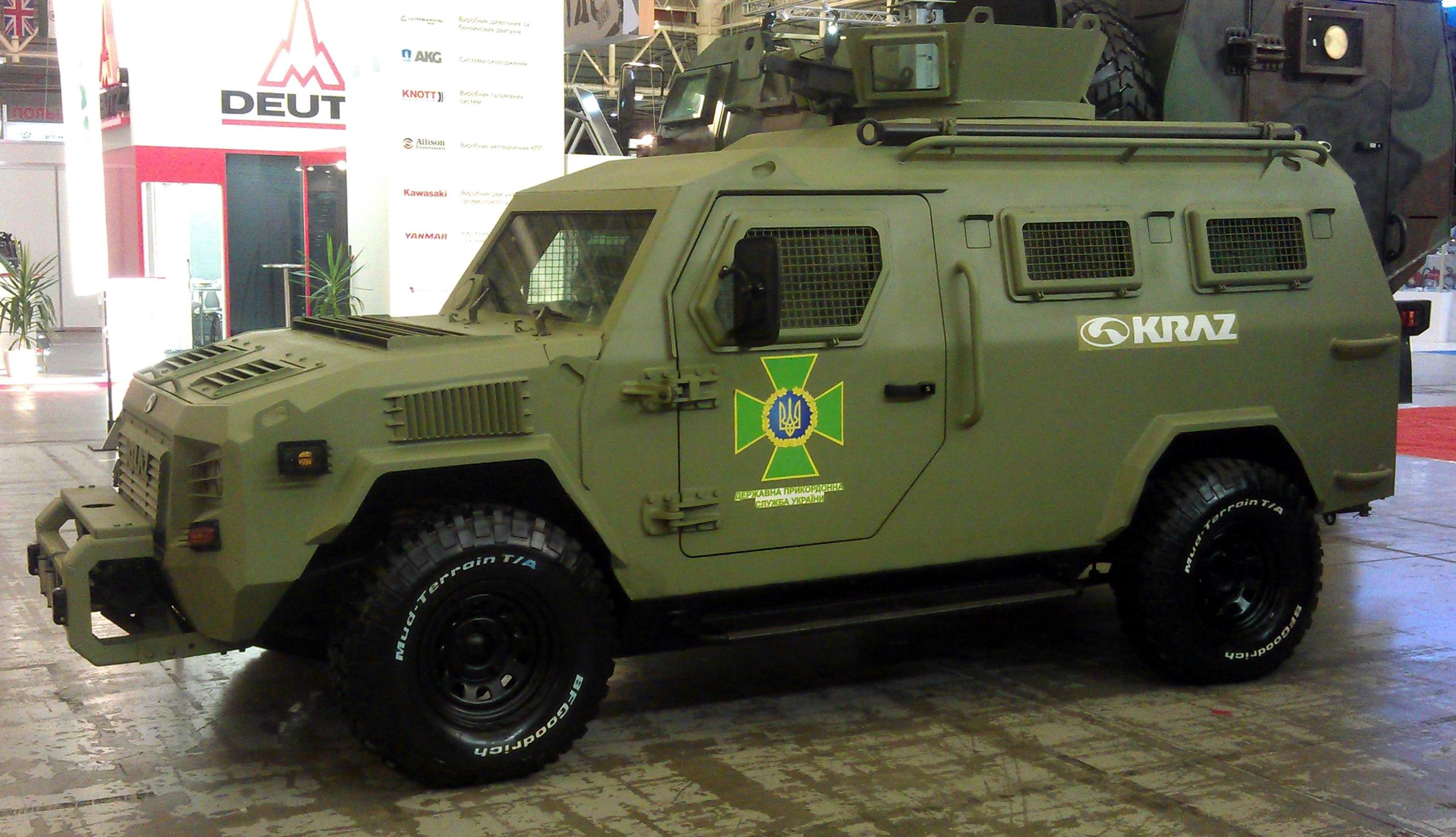
KrAZ Cobra (2015)
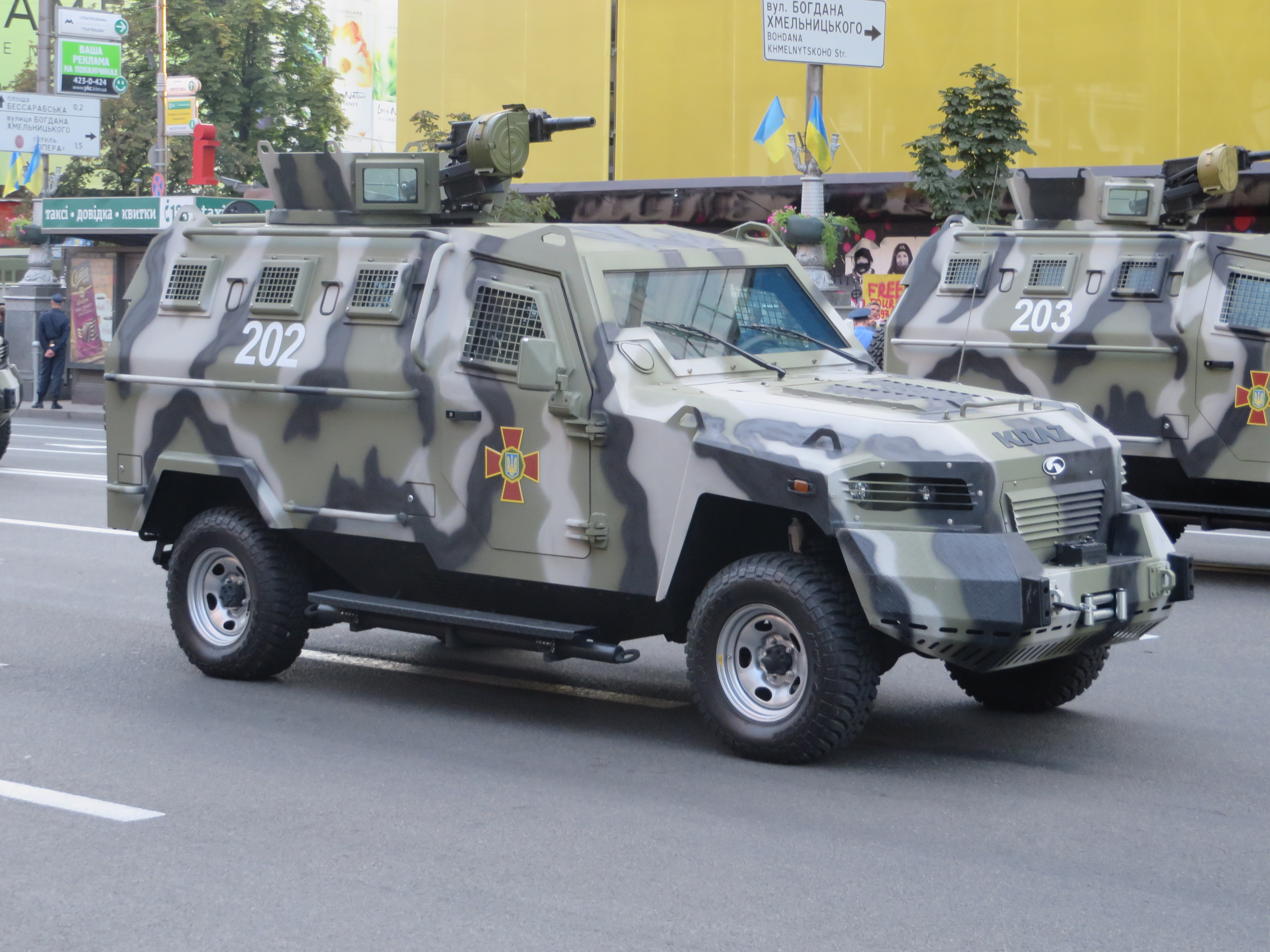
KrAZ Cougar (2014)
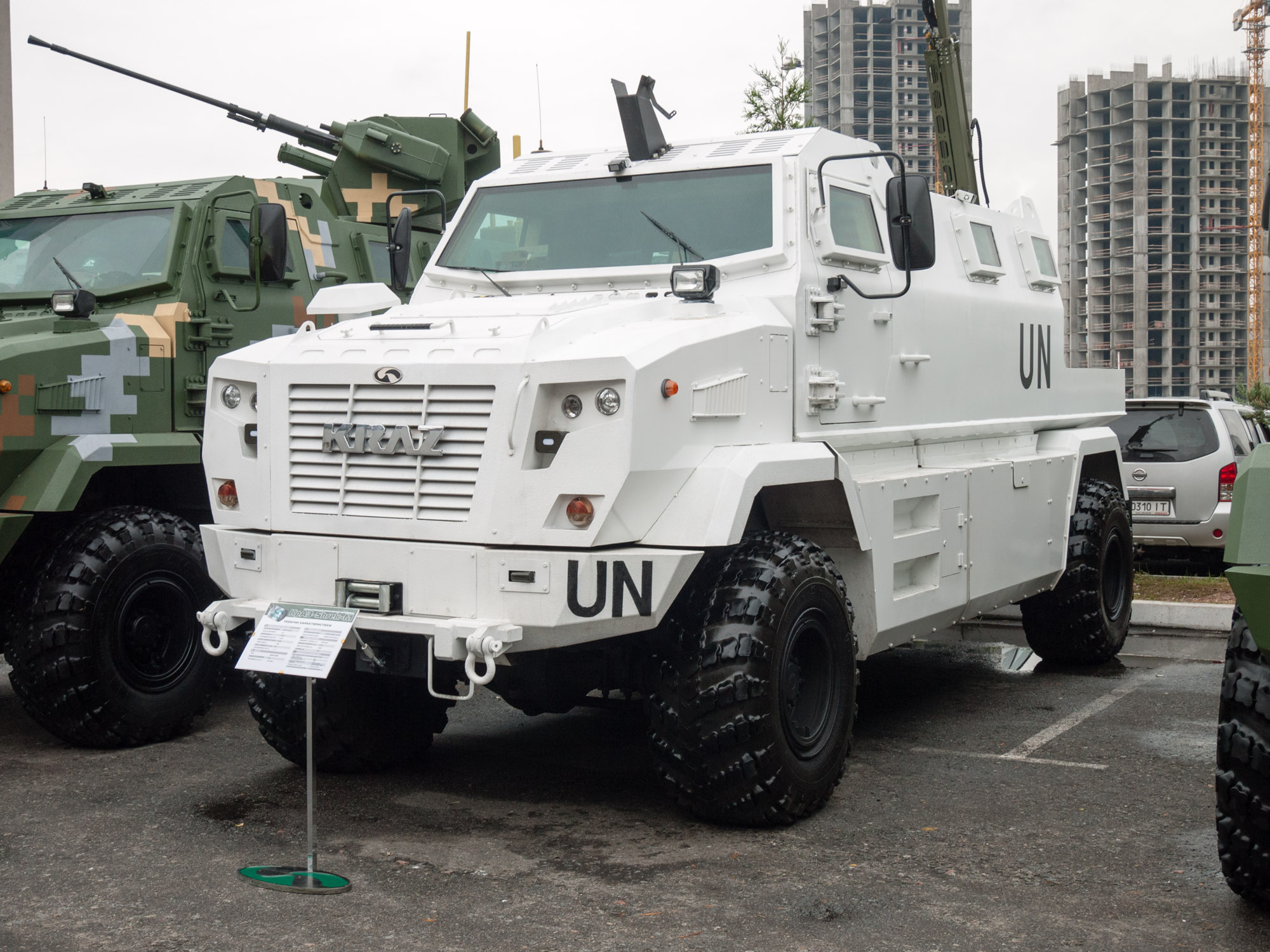
KrAZ-MPV Shrek One (2016)
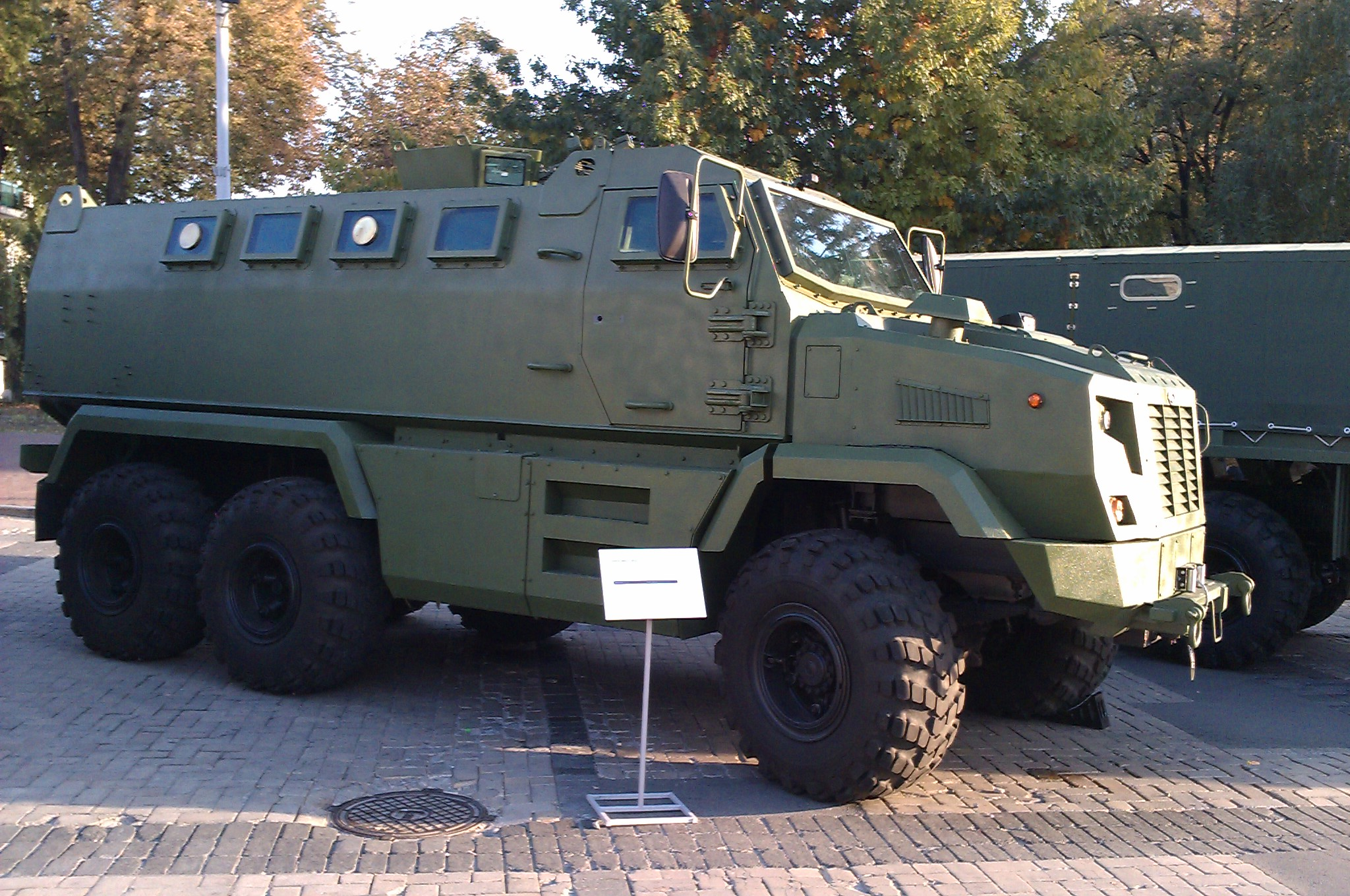
KrAZ Fiona (2015)
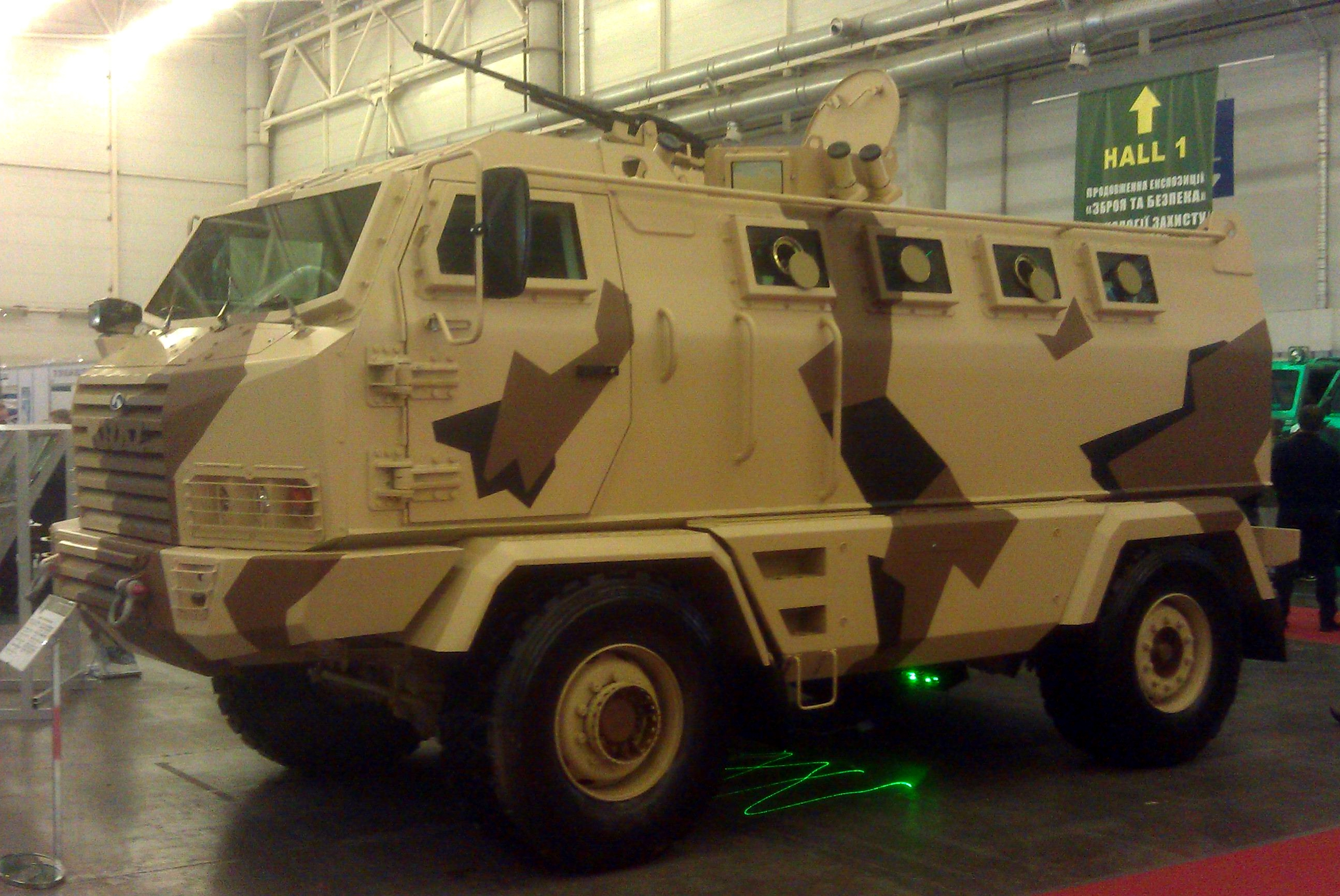
KrAZ Hulk (2016)
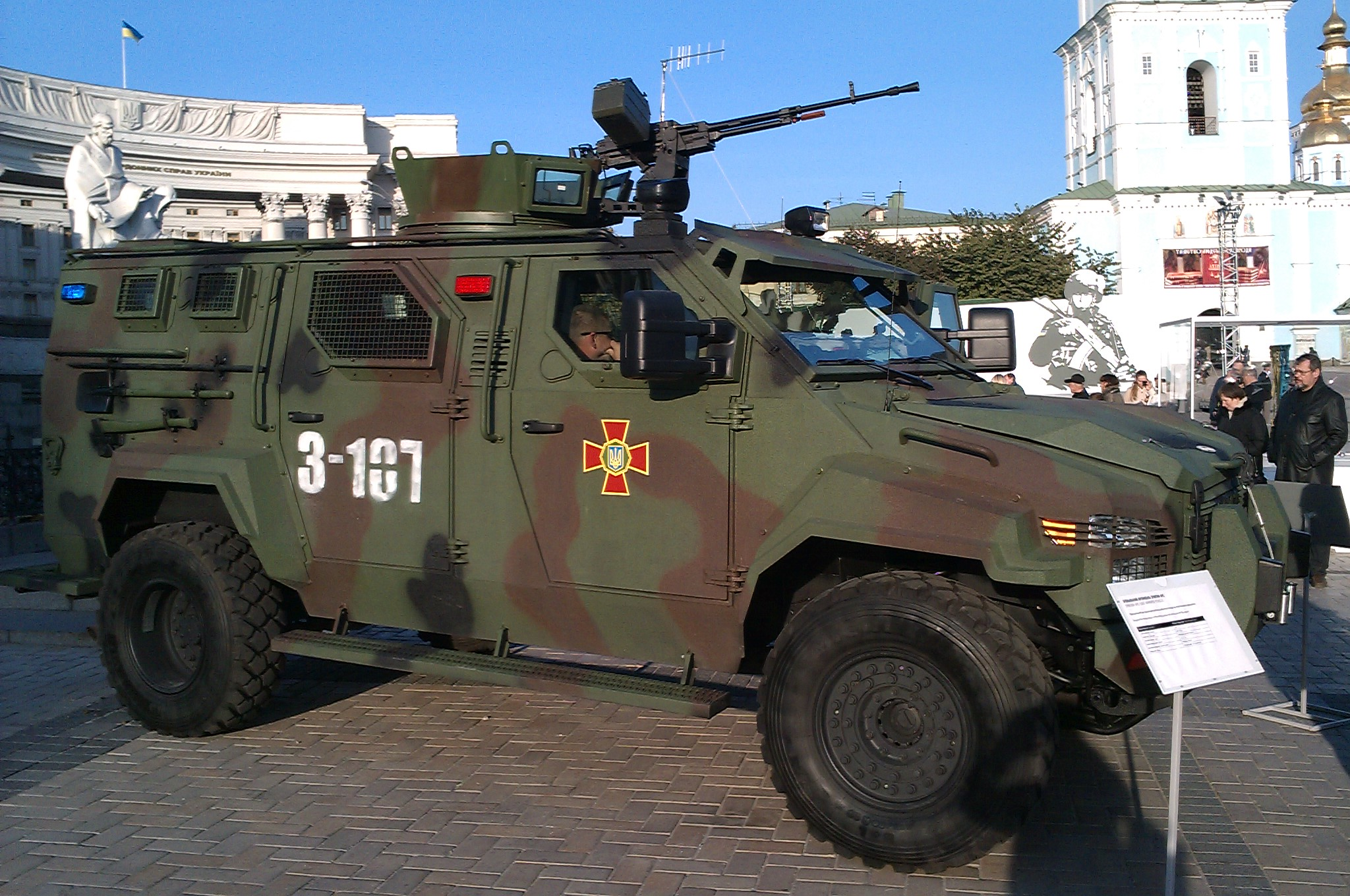
KrAZ Spartan (2015)